# Lothar Beck (Bildhauer)
Lothar Beck (* 25. Januar 1953 in Herbsleben) ist ein deutscher Maler, Bildhauer und Hochschullehrer. Er lebt in Dresden.

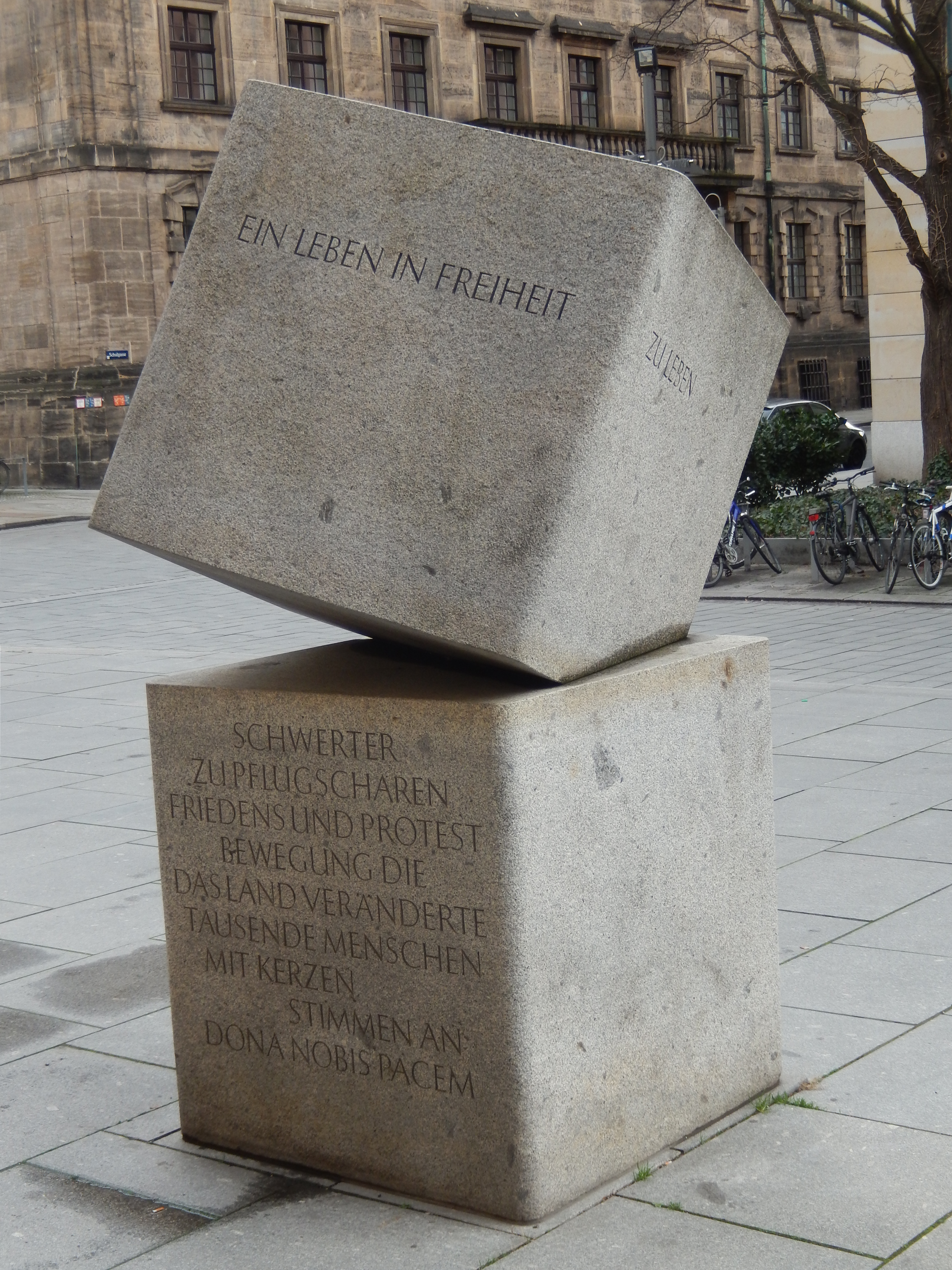
Denkmal.Friedensbewegung in Dresden

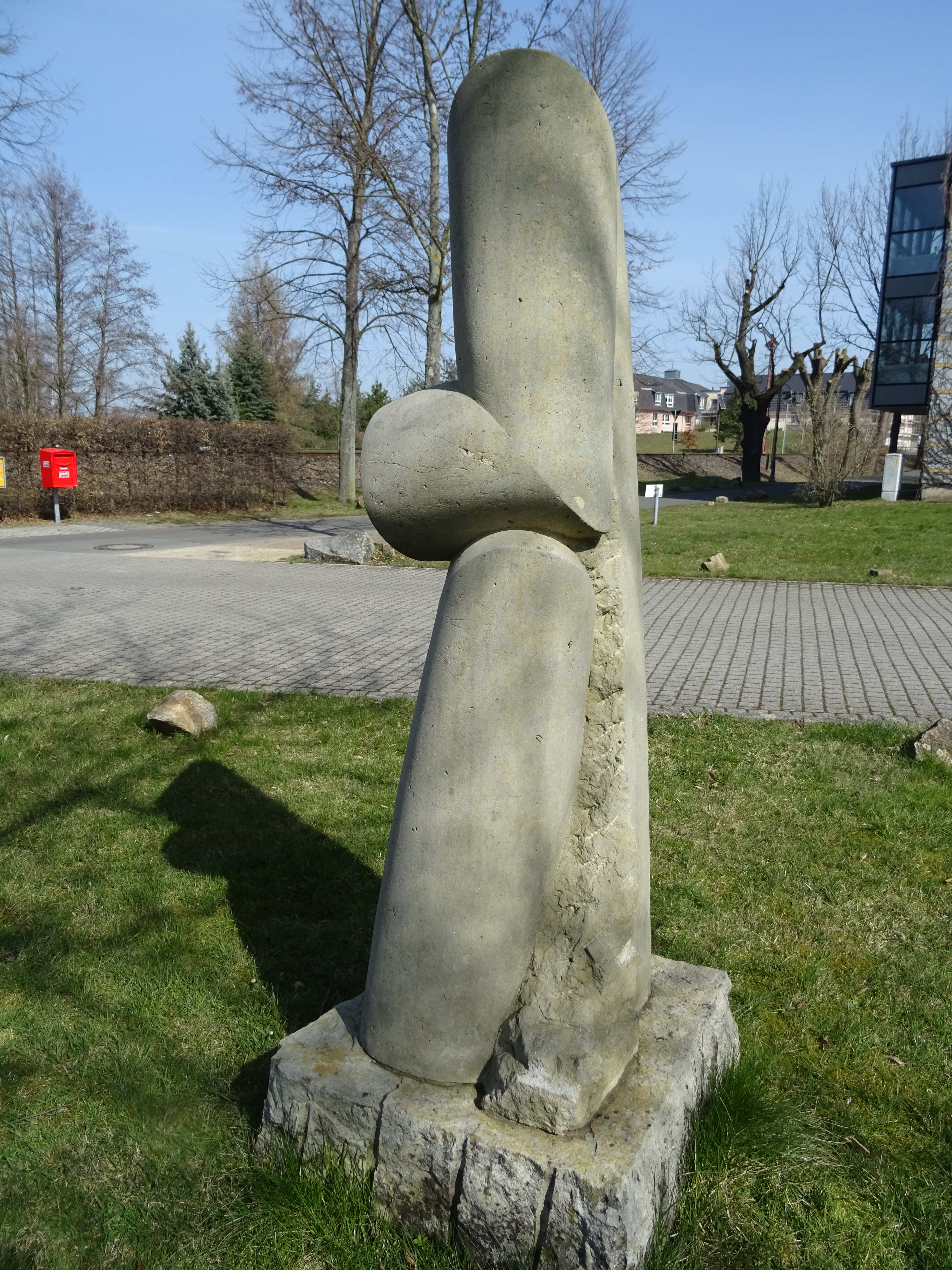
Moritzburg Figur Kontrapost

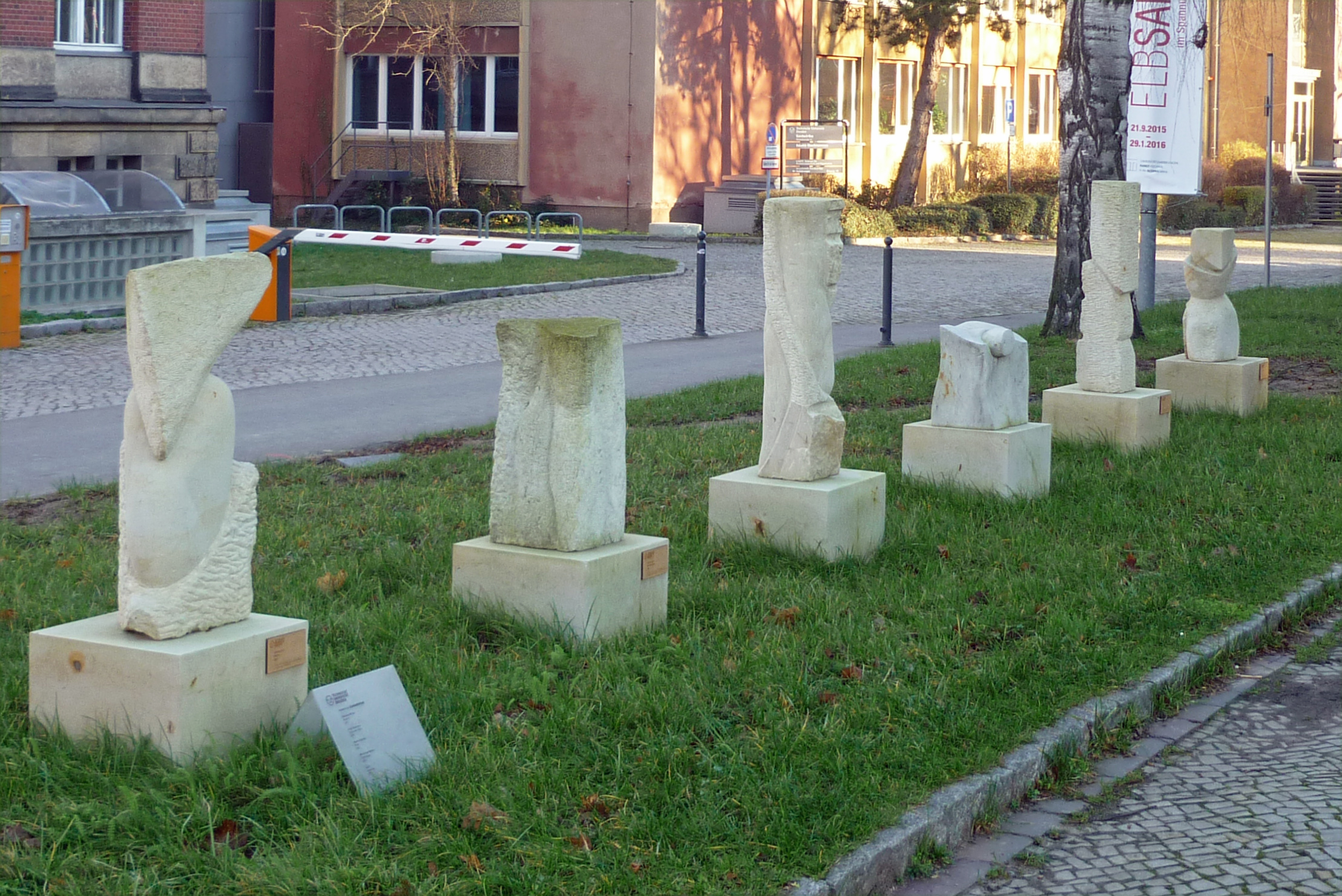
Skulpturen-Galerie auf dem Campus der TU Dresden

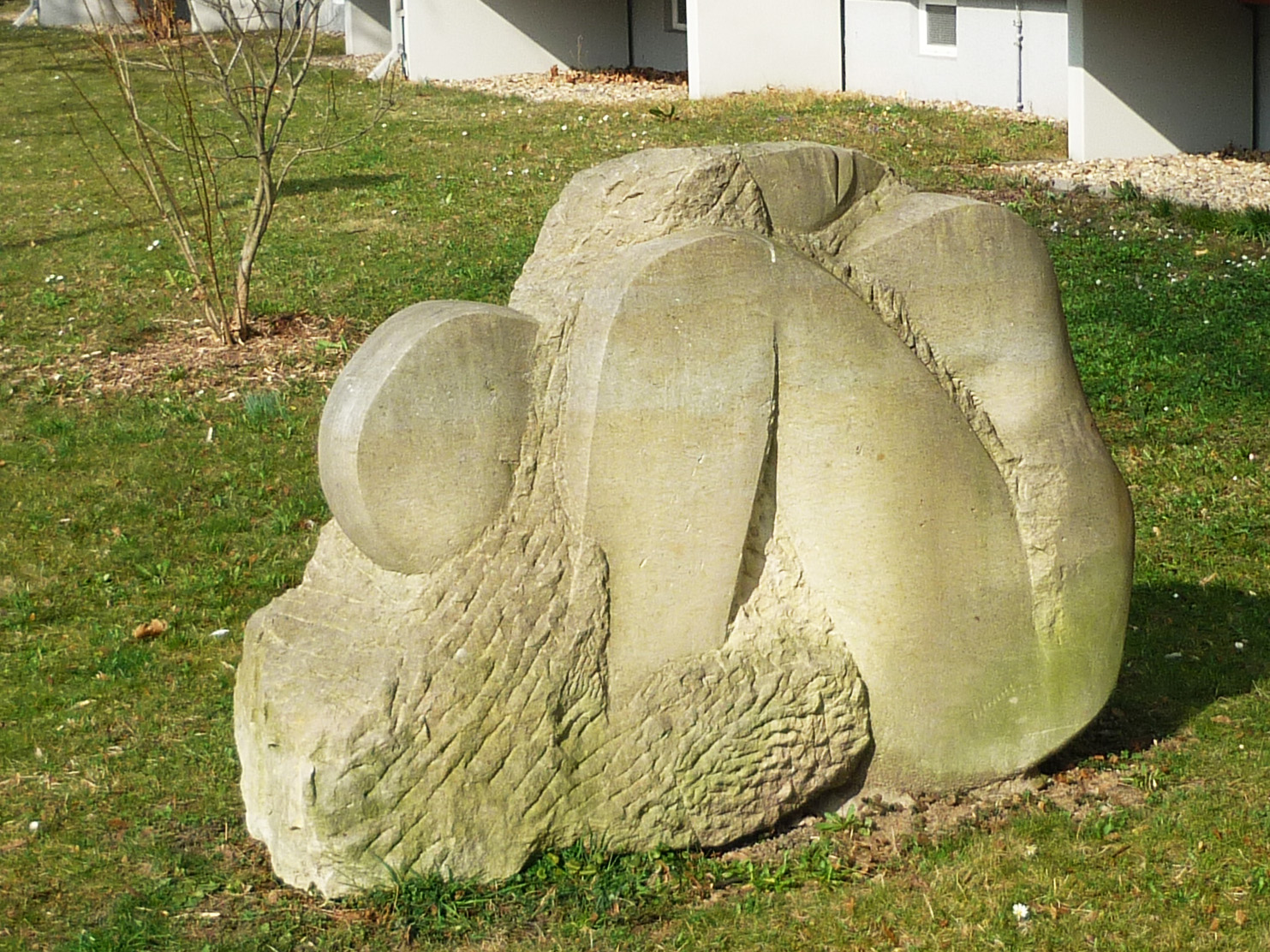
Große Sonnenanbeterin in Dresden-Johannstadt 2007

## Leben und Wirken
Nach seinem Schulabschluss erlernte er in der Zeit von 1969 bis 1971 den Beruf eines Baumaschinisten. In den Jahren von 1974 bis 1977 arbeitete er im Theater als Bühnentechniker. Danach studierte er bis 1980 an der Hochschule für Bildende Künste in Dresden im Bereich Theaterplastik. Ab 1980 arbeitete er freischaffend in Dresden. Ab dem Jahr 1986 erfolgte die Mitgliedschaft im Verband Bildender Künstler der DDR, nach der Wende im Bund Bildender Künstler. In der Zeit von 1983 bis 1985 übernahm er einen Lehrauftrag der HfBK. Ab 1998 übernahm er einen Lehrauftrag an der Technischen Universität Dresden, Fakultät Architektur. In der Zeit von 2000 bis 2001 war er Leiter des Bildhauersymposiums des Neuen Sächsischen Kunstvereins im Kloster Sankt Marienthal-Ostritz. Ab dem Jahr 2015 übernahm er die künstlerische Leitung der Bildhauerakademie Dresden. Seine künstlerischen Leistungen umfassen die vergangenen Kunstepochen mit seinen Intentionen der Vorbilder vom vergangenen Jahrhundert. Gekoppelt mit dem Stil der klassischen Moderne findet er seinen Individualstil, wobei sich die Theaterkunst oft in seinen Werken widerspiegelt. Bei seinen reliefartigen angelegten Figuren komponiert er die Vielfalt seiner Aussagen. Im Jahr 2006 war er Teilnehmer am Bildhauersymposium in Moritzburg.

## Museen und öffentliche Sammlungen mit Werken Becks (mutmaßlich unvollständig)
- Dresden: Skulpturensammlung[2]
- Dresden: Sächsischer Kunstfonds[2]

## Ausstellungen (unvollständig)

### Ausstellungen in der DDR
- 1983, 1985/1986 und 1987: Meißen, Albrechtsburg („Plastik für Blinde und Sehende“)
- 1984: Berlin, Altes Museum („Junge Künstler der DDR“)
- 1985: Dresden, Bezirkskunstausstellung
- 1986: Cottbus, Staatliche Kunstsammlung („Soldaten des Volkes - dem Frieden verpflichtet. Kunstausstellung zum 30. Jahrestag der Nationalen Volksarmee.“)
- 1986: Leipzig, Freiluftgalerie Stötteritz (Fünf Dresdener Bildhauer)
- 1987/1988: Dresden, X. Kunstausstellung der DDR
- 1989: Berlin, Nationalgalerie („Konturen. Werke seit 1949 geborener Künstler der DDR“)

### Ausstellungen seit der deutschen Wiedervereinigung
- 1990: Staatliches Museum Schwerin, Personalausstellung

- 1991: Neue Dresdner Galerie, mit Bernd Hahn
- 1993: Kunstverein Hameln, Rolf - Flemes  - Haus mit V. Hofmann, A. Küchler, Gerda Lepke, S. Plenkers u. a.
- 1995: Kunsthandlung Höhne, Cuxhaven zusammen mit Gerda Lepke
- 1995: Galerie Am Strausberger Platz, Berlin mit Petra Kasten
- 1996: Leonhardi-Museum Dresden, Personalausstellung
- 1997: Bildhauerausstellung Galerie Hieronymus, Dresden, mit Eberhard Göschel, R. Kriester, Frank Maasdorf, Peter Makolies, A. R. Penck, J. Schmettan, Werner Stötzer
- 1998: Galerie Sophien Edition, Berlin mit O. Manigk
- 2000: Galerie Im Werbehaus, Dresden mit M. Etzold
- 2001: Kunstmesse Köln, Galerie Sophien-Edition, Berlin
- 2002: Galerie I. Vagt, Berlin mit Carsten C. Gille, U. Hausfeld, M. Sperling
- 2006: Lothar Beck und Gerda Lepke - 2 Positionen im Kunsthaus Kühl Dresden.
- 2007: Ausstellungsbeteiligung genius loci - genius artis im Kunsthaus Kühl Dresden.
- 2009 bis 2010: Jubiläumsausstellung der Kunstausstellung Kühl, 85 Jahre Teil II, Künstler der Galerie  - ausgewählte Werke
- 2010: Lothar Beck - Skulpturen im Kunsthaus Kühl Dresden.
- 2011: unverblümt und fein gestimmt - erfüllter Kosmos im gebannten Licht | Künstler der Galerie, Ausstellungsbeteiligung im Kunsthaus Kühl Dresden.
- 2012 bis 2013:  Lothar Beck  – Plastik im Kunsthaus Kühl Dresden.
- 2013: Ausstellung im Amtsgericht Dresden Plastisches Gestalten + Skulptur Sandstein-Plastiken von Studierenden der Fakultät Architektur an der TU Dresden
- 2014: 90 Jahre Kunstausstellung Kühl von 1924 bis 2014
- 2015: Skulpturen der Dresdner Bildhauer Lothar Beck, Frank Maasdorf und Peter Makolies für ein Jahr im Garten des Landhauses Dresden.
- 2016: Gesichter der Kindheit, von Sigrid Artes bis Albert, Ausstellungsbeteiligung im Kunsthaus Kühl Dresden.
- 2019: 24. Ausstellung der Sommergalerie „Sommergäste X in Frauenstein“; Lothar Beck – Plastik und Skulptur. Hans-Jürgen Reichelt – Malerei und Grafik. als Gastgeber Carsten Gille – Malerei.

## Werkbeispiele
- Gestaltung der Straße der Befreiung. (Archiv Dresden, Archivaliensignatur 13, Datierung 1984–1989).[3]

- Ausgestaltung des Gästehauses des Rates des Bezirkes in Dresden (Archiv Dresden, Archivaliensignatur 189, Datierung 1982–1987).[4]

- Künstlerische Gestaltung des VEB Dresdner Fleischkombinats in Dresden (Archiv Dresden, Archivaliensignatur 504, Datierung 1986–1990).[5]
- Figur mit Gewand (1985, Marmor/Serpentin, Höhe 62 cm)
- 2006: Kontrapost, Skulptur aus Sandstein in Moritzburg, Standort Fachhochschule für Religionspädagogik
- 2007: Große Sonnenanbeterin in der Striesener Straße in Dresden-Johannstadt (Bildhauersymposium Sandstein & Platte)
- 2010: Denkmal für die Friedensbewegung in Dresden an der Kreuzkirche Dresden.